# Chipperfield's Circus
Le Chipperfield's Circus est une dynastie et une compagnie de cirque britannique dont l'origine remonte à 1684.

## Historique
James Chipperfield fut le premier du nom à se distinguer. Il est celui qui a introduit les spectacles d'animaux en Angleterre en 1684,,.